# Álára Káláma
Álára Káláma, vagy más néven Áráda Káláma, szent szerzetes (szádhu), a jógameditáció tanítója az ősi  Indiában.  Álára Káláma Vajszaliban tanította a szánkhja egy kora klasszikus formáját. Felkereste őt Gautama Sziddhártha, a történelmi Buddha, hogy tanítson neki meditációt, főleg a dzshána állapotok közül a "semmiség alapját" (páli: ákincsannájatana). Kemény gyakorlás után Gautama elérte Álára szintjét, amely után Álára már nem tudta tanítani őt tovább, ezért az tovább folytatta útját a megvilágosodáshoz vezető ösvényen (következő tanítója Udaka Rámaputta lett).
Az Arijapariveszána-szutta leírja Gautama látogatását Áláránál. A Maháparinibbána-szuttában megjelenik Álára egy másik tanítványa is, Pukkusza. Később Pukkusza is elhagyja őt és Gautamát követi inkább. Pukkusza úgy jellemzi Álárát Buddhának, mint aki nagyon magas szintű koncentrációra képes.